# 瀬端優美子
瀬端 優美子（せばた ゆみこ、1944年10月28日 - ）は、日本の童謡歌手。おかあさんといっしょ（当時はうたのえほん）、7代目うたのおねえさんである。群馬県生まれ。3人姉弟（妹1人、弟1人）の長女。血液型はO型。

## 人物
1967年、瀬端は6代片桐和子とともにオーディションに合格。しかし、その当時、5代中川順子が番組に出演中であったため、片桐が先にうたのおねえさんを務めることになった。同年7月に中川が番組を卒業。そして8月より、7代目うたのおねえさんとして番組に出演。以来、2年8ヶ月番組に出演し、1970年3月に卒業。片桐も同様に70年3月までとされているが、妊娠し、3月11日の出演を最後に緊急手術のために急遽番組を降板したので、瀬端より若干早い卒業であった。
現在は音楽学校でコーラスや童謡の指導をしている。また、現在も6代目の片桐と共にステージに立ち、ともに歌っている。